# マテウス・フォン・コリン
マテウス・カジミール・フォン・コリン (Matthäus Kasimir von Collin　1779年3月4日 ウィーン－1824年11月23日ペンツィング郊外エベンダ）は、オーストリアの作家、詩人、教育者。今日ではシューベルトの歌曲作品を通して知られている。

## 生涯
マテウスは医師のハインリヒ・ヨーゼフ・コリン（1731－1784）と妻エリーザベト・エートレ・フォン・フィヒトルの息子として生まれた。作家のハインリヒ・ヨーゼフ・フォン・コリン（ベートーヴェンの序曲『コリオラン』の元となった戯曲の作者）は兄弟。 1801年に法学博士号を取得、1808年にはクラクフで美学と哲学史の教授となり、最終的にはウィーンにおける経済専攻の発起人となった。
彼は若いころから文筆活動にも熱心で、ペーター・フォン・ヴィンターのための戯曲『オシアン』などを執筆し、1814年から「一般文学新聞」（Allgemeine Literatur-Zeitung）を刊行、1818年には「ウィーン文学年鑑」（Wiener Jahrbücher der Literatur）を創刊した。これらの創刊者として彼はウィーン・ロマン主義文学の世界において非常に影響力のある俳優でもあった。彼のオーストリア史に取材したドラマはグリルパルツァーの歴史悲劇の先駆と見なされている。
1815年から彼はナポレオンの息子であるパルマ公（1818年からはライヒシュタット公）を教育した。
コリンは死後、ペンツィング墓地に、後ヒーツィング墓地に埋葬された。

## 作品
- 光と愛（シューベルトの歌曲D352）
- こびと（シューベルトの歌曲D771）
- 悲しみ（シューベルトの歌曲D772）
- 夜と夢（シューベルトの歌曲D827）
- ベラスの戦い（Belas Krieg mit dem Vater, 1808年）
- 好戦的なフリードリヒの死（Der Tod Friedrichs des Streitbaren, 1813年）

## 文学
- Constantin von Wurzbach（ドイツ語版）: Collin, Matthäus II. von. In: Biographisches Lexikon des Kaiserthums Oesterreich（ドイツ語版）. Band 2, Verlag L. C. Zamarski, Wien 1857, S. 415 f.
- Karl Weiß (1876). "Collin, Matthäus von". Allgemeine Deutsche Biographie (ドイツ語). Vol. 4. Leipzig: Duncker & Humblot. p. 409.
- Collin Matthäus (II.) von. In: Österreichisches Biographisches Lexikon 1815–1950 (ÖBL). Band 1, Verlag der Österreichischen Akademie der Wissenschaften, Wien 1957, S. 151.
- Kurt Vancsa: Collin, Matthäus von. In: Neue Deutsche Biographie (NDB). Band 3, Duncker & Humblot, Berlin 1957, ISBN 3-428-00184-2, S. 323 f. (電子テキスト版).
- Of Dwarves, Perversion, and Patriotism: Schubert's "Der Zwerg," D. 771, by Susan Youens 19th-Century Music 1997, University of California Press.